# Список астероїдів (9801—9900)
| Назва                              | Тимчасове позначення | Дата відкриття    | Місце відкриття                   | Відкривач                                              |
| ---------------------------------- | -------------------- | ----------------- | --------------------------------- | ------------------------------------------------------ |
| (9801) 1997 FX3                    | 1997 FX3             | 31 березня 1997   | Сокорро (Нью-Мексико)             | LINEAR                                                 |
| (9802) 1997 GQ6                    | 1997 GQ6             | 2 квітня 1997     | Сокорро (Нью-Мексико)             | LINEAR                                                 |
| (9803) 1997 GL8                    | 1997 GL8             | 2 квітня 1997     | Сокорро (Нью-Мексико)             | LINEAR                                                 |
| (9804) 1997 NU                     | 1997 NU              | 1 липня 1997      | Обсерваторія Вайза                | Е. Офек                                                |
| (9805) 1997 NZ                     | 1997 NZ              | 1 липня 1997      | Станція Сінлун                    | SCAP                                                   |
| (9806) 1997 NR6                    | 1997 NR6             | 10 липня 1997     | Станція Сінлун                    | SCAP                                                   |
| (9807) 1997 SJ4                    | 1997 SJ4             | 27 вересня 1997   | Обсерваторія Оїдзумі              | Такао Кобаяші                                          |
| (9808) 1998 QS70                   | 1998 QS70            | 24 серпня 1998    | Сокорро (Нью-Мексико)             | LINEAR                                                 |
| 9809 Джимдарвін (Jimdarwin)        | 1998 RZ5             | 13 вересня 1998   | Станція Андерсон-Меса             | LONEOS                                                 |
| 9810 Elanfiller                    | 1998 RJ65            | 14 вересня 1998   | Сокорро (Нью-Мексико)             | LINEAR                                                 |
| 9811 Кавадоре (Cavadore)           | 1998 ST              | 16 вересня 1998   | Коссоль                           | ODAS                                                   |
| 9812 Данко (Danco)                 | 1998 SJ144           | 18 вересня 1998   | Обсерваторія Ла-Сілья             | Ерік Вальтер Ельст                                     |
| 9813 Розґай (Rozgaj)               | 1998 TP5             | 13 жовтня 1998    | Вішнянська обсерваторія           | Корадо Корлевіч                                        |
| 9814 Івобенко (Ivobenko)           | 1998 UU18            | 23 жовтня 1998    | Вішнянська обсерваторія           | Корадо Корлевіч                                        |
| 9815 Маріякірч (Mariakirch)        | 2079 P-L             | 24 вересня 1960   | Паломарська обсерваторія          | К. Й. ван Гаутен, І. ван Гаутен-Ґроневельд, Т. Герельс |
| 9816 фон Матт (von Matt)           | 2643 P-L             | 24 вересня 1960   | Паломарська обсерваторія          | К. Й. ван Гаутен, І. ван Гаутен-Ґроневельд, Т. Герельс |
| 9817 Thersander                    | 6540 P-L             | 24 вересня 1960   | Паломарська обсерваторія          | К. Й. ван Гаутен, І. ван Гаутен-Ґроневельд, Т. Герельс |
| 9818 Eurymachos                    | 6591 P-L             | 24 вересня 1960   | Паломарська обсерваторія          | К. Й. ван Гаутен, І. ван Гаутен-Ґроневельд, Т. Герельс |
| 9819 Зангерхаузен (Sangerhausen)   | 2172 T-1             | 25 березня 1971   | Паломарська обсерваторія          | К. Й. ван Гаутен, І. ван Гаутен-Ґроневельд, Т. Герельс |
| 9820 Гемпель (Hempel)              | 3064 T-1             | 26 березня 1971   | Паломарська обсерваторія          | К. Й. ван Гаутен, І. ван Гаутен-Ґроневельд, Т. Герельс |
| 9821 Ґітакресакова (Gitakresakova) | 4033 T-1             | 26 березня 1971   | Паломарська обсерваторія          | К. Й. ван Гаутен, І. ван Гаутен-Ґроневельд, Т. Герельс |
| 9822 Гайдукова (Hajdukova)         | 4114 T-1             | 26 березня 1971   | Паломарська обсерваторія          | К. Й. ван Гаутен, І. ван Гаутен-Ґроневельд, Т. Герельс |
| 9823 Аннанталова (Annantalova)     | 4271 T-1             | 26 березня 1971   | Паломарська обсерваторія          | К. Й. ван Гаутен, І. ван Гаутен-Ґроневельд, Т. Герельс |
| 9824 Мерілі (Marylea)              | 3033 T-2             | 30 вересня 1973   | Паломарська обсерваторія          | К. Й. ван Гаутен, І. ван Гаутен-Ґроневельд, Т. Герельс |
| 9825 Оеткен (Oetken)               | 1214 T-3             | 17 жовтня 1977    | Паломарська обсерваторія          | К. Й. ван Гаутен, І. ван Гаутен-Ґроневельд, Т. Герельс |
| 9826 Еренфройнд (Ehrenfreund)      | 2114 T-3             | 16 жовтня 1977    | Паломарська обсерваторія          | К. Й. ван Гаутен, І. ван Гаутен-Ґроневельд, Т. Герельс |
| (9827) 1958 TL1                    | 1958 TL1             | 8 жовтня 1958     | Ловеллівська обсерваторія         | Обсерваторія Ловелла                                   |
| 9828 Antimachos                    | 1973 SS              | 19 вересня 1973   | Паломарська обсерваторія          | К. Й. ван Гаутен, І. ван Гаутен-Ґроневельд, Т. Герельс |
| 9829 Мурільйо (Murillo)            | 1973 SJ1             | 19 вересня 1973   | Паломарська обсерваторія          | К. Й. ван Гаутен, І. ван Гаутен-Ґроневельд, Т. Герельс |
| (9830) 1978 VE11                   | 1978 VE11            | 7 листопада 1978  | Паломарська обсерваторія          | Е. Гелін, Ш. Дж. Бас                                   |
| 9831 Саймонґрін (Simongreen)       | 1979 QZ              | 22 серпня 1979    | Обсерваторія Ла-Сілья             | Клаес-Інґвар Лаґерквіст                                |
| (9832) 1981 EH3                    | 1981 EH3             | 2 березня 1981    | Обсерваторія Сайдинг-Спрінг       | Ш. Дж. Бас                                             |
| 9833 Рільке (Rilke)                | 1982 DW3             | 21 лютого 1982    | Обсерваторія Карла Шварцшильда    | Ф. Бернґен                                             |
| 9834 Кірсанов (Kirsanov)           | 1982 TS1             | 14 жовтня 1982    | КрАО                              | Карачкіна Людмила Георгіївна                           |
| (9835) 1984 UD                     | 1984 UD              | 17 жовтня 1984    | Обсерваторія Клеть                | Зденька Ваврова                                        |
| 9836 Орсет (Aarseth)               | 1985 TU              | 15 жовтня 1985    | Станція Андерсон-Меса             | Едвард Бовелл                                          |
| 9837 Jerryhorow                    | 1986 AA2             | 12 січня 1986     | Станція Андерсон-Меса             | І. Горовіц                                             |
| 9838 Фальц-Фейн (Falz-Fein)        | 1987 RN6             | 4 вересня 1987    | КрАО                              | Журавльова Людмила Василівна                           |
| 9839 Краббеґат (Crabbegat)         | 1988 CT2             | 11 лютого 1988    | Обсерваторія Ла-Сілья             | Ерік Вальтер Ельст                                     |
| (9840) 1988 RQ2                    | 1988 RQ2             | 8 вересня 1988    | Обсерваторія Брорфельде           | Поуль Єнсен                                            |
| (9841) 1988 UT                     | 1988 UT              | 18 жовтня 1988    | Обсерваторія Клеть                | Зденька Ваврова                                        |
| 9842 Фунакоші (Funakoshi)          | 1989 AS1             | 15 січня 1989     | Обсерваторія Кітамі               | Кін Ендате, Кадзуро Ватанабе                           |
| (9843) 1989 AL3                    | 1989 AL3             | 4 січня 1989      | Обсерваторія Сайдинг-Спрінг       | Роберт Макнот                                          |
| 9844 Отані (Otani)                 | 1989 WF1             | 23 листопада 1989 | Обсерваторія Яцуґатаке-Кобутізава | Йошіо Кушіда, Осаму Мурамацу                           |
| 9845 Окамураосаму (Okamuraosamu)   | 1990 FM1             | 27 березня 1990   | Обсерваторія Кітамі               | Кін Ендате, Кадзуро Ватанабе                           |
| (9846) 1990 OS1                    | 1990 OS1             | 29 липня 1990     | Паломарська обсерваторія          | Генрі Гольт                                            |
| (9847) 1990 QJ5                    | 1990 QJ5             | 25 серпня 1990    | Паломарська обсерваторія          | Генрі Гольт                                            |
| 9848 Югра (Yugra)                  | 1990 QX17            | 26 серпня 1990    | КрАО                              | Журавльова Людмила Василівна                           |
| (9849) 1990 RF2                    | 1990 RF2             | 14 вересня 1990   | Паломарська обсерваторія          | Генрі Гольт                                            |
| (9850) 1990 TM5                    | 1990 TM5             | 9 жовтня 1990     | Обсерваторія Сайдинг-Спрінг       | Роберт Макнот                                          |
| 9851 Сакамото (Sakamoto)           | 1990 UG3             | 24 жовтня 1990    | Обсерваторія Кітамі               | Кін Ендате, Кадзуро Ватанабе                           |
| 9852 Gora                          | 1990 YX              | 24 грудня 1990    | Обсерваторія Ґейсей               | Тсутому Секі                                           |
| (9853) 1991 AN2                    | 1991 AN2             | 7 січня 1991      | Обсерваторія Сайдинг-Спрінг       | Роберт Макнот                                          |
| 9854 Карлгайнц (Karlheinz)         | 1991 AC3             | 15 січня 1991     | Обсерваторія Карла Шварцшильда    | Ф. Бернґен                                             |
| (9855) 1991 CU                     | 1991 CU              | 7 лютого 1991     | Обсерваторія Сайдинг-Спрінг       | Роберт Макнот                                          |
| (9856) 1991 EE                     | 1991 EE              | 13 березня 1991   | Обсерваторія Кітт-Пік             | Spacewatch                                             |
| (9857) 1991 EN                     | 1991 EN              | 10 березня 1991   | Обсерваторія Сайдинг-Спрінг       | Роберт Макнот                                          |
| (9858) 1991 OL1                    | 1991 OL1             | 18 липня 1991     | Обсерваторія Ла-Сілья             | Анрі Дебеонь                                           |
| 9859 Ван Льєрд (Van Lierde)        | 1991 PE5             | 3 серпня 1991     | Обсерваторія Ла-Сілья             | Ерік Вальтер Ельст                                     |
| 9860 Археоптерикс (Archaeopteryx)  | 1991 PW9             | 6 серпня 1991     | Обсерваторія Ла-Сілья             | Ерік Вальтер Ельст                                     |
| 9861 Ярайс (Jahreiss)              | 1991 RB3             | 9 вересня 1991    | Обсерваторія Карла Шварцшильда    | Лутц Шмадель, Ф. Бернґен                               |
| (9862) 1991 RA6                    | 1991 RA6             | 13 вересня 1991   | Паломарська обсерваторія          | Генрі Гольт                                            |
| 9863 Рейхардт (Reichardt)          | 1991 RJ7             | 13 вересня 1991   | Обсерваторія Карла Шварцшильда    | Ф. Бернґен, Лутц Шмадель                               |
| (9864) 1991 RT17                   | 1991 RT17            | 13 вересня 1991   | Паломарська обсерваторія          | Генрі Гольт                                            |
| 9865 Акіраохта (Akiraohta)         | 1991 TP1             | 3 жовтня 1991     | Тойота                            | Кендзо Судзукі, Такеші Урата                           |
| 9866 Канамітсуо (Kanaimitsuo)      | 1991 TV4             | 15 жовтня 1991    | Обсерваторія Кійосато             | Сатору Отомо                                           |
| (9867) 1991 VM                     | 1991 VM              | 3 листопада 1991  | Станція JCPM Якіїмо               | Акіра Наторі, Такеші Урата                             |
| (9868) 1991 VP1                    | 1991 VP1             | 4 листопада 1991  | Обсерваторія Кушіро               | Сейджі Уеда, Хіроші Канеда                             |
| 9869 Ядомару (Yadoumaru)           | 1992 CD1             | 9 лютого 1992     | Обсерваторія Кітамі               | Кін Ендате, Кадзуро Ватанабе                           |
| 9870 Маехата (Maehata)             | 1992 DA              | 24 лютого 1992    | Обсерваторія Ґейсей               | Тсутому Секі                                           |
| 9871 Джеон (Jeon)                  | 1992 DG1             | 28 лютого 1992    | Обсерваторія Кітамі               | Тецуя Фудзі, Кадзуро Ватанабе                          |
| 9872 Сольф (Solf)                  | 1992 DJ4             | 27 лютого 1992    | Обсерваторія Карла Шварцшильда    | Ф. Бернґен                                             |
| (9873) 1992 GH                     | 1992 GH              | 9 квітня 1992     | Обсерваторія Сайдинг-Спрінг       | Роберт Макнот                                          |
| (9874) 1993 FG23                   | 1993 FG23            | 21 березня 1993   | Обсерваторія Ла-Сілья             | UESAC                                                  |
| (9875) 1993 FH25                   | 1993 FH25            | 21 березня 1993   | Обсерваторія Ла-Сілья             | UESAC                                                  |
| (9876) 1993 FY37                   | 1993 FY37            | 19 березня 1993   | Обсерваторія Ла-Сілья             | UESAC                                                  |
| (9877) 1993 ST3                    | 1993 ST3             | 18 вересня 1993   | Паломарська обсерваторія          | Генрі Гольт                                            |
| 9878 Состеро (Sostero)             | 1994 FQ              | 17 березня 1994   | Фарра-д'Ізонцо                    | Фарра-д'Ізонцо                                         |
| 9879 Мамонт (Mammuthus)            | 1994 PZ29            | 12 серпня 1994    | Обсерваторія Ла-Сілья             | Ерік Вальтер Ельст                                     |
| 9880 Стегозавр (Stegosaurus)       | 1994 PQ31            | 12 серпня 1994    | Обсерваторія Ла-Сілья             | Ерік Вальтер Ельст                                     |
| (9881) 1994 SE                     | 1994 SE              | 25 вересня 1994   | Обсерваторія Сайдинг-Спрінг       | Роберт Макнот                                          |
| 9882 Столмен (Stallman)            | 1994 SS9             | 28 вересня 1994   | Обсерваторія Кітт-Пік             | Spacewatch                                             |
| (9883) 1994 TU1                    | 1994 TU1             | 8 жовтня 1994     | Обсерваторія Камарійо             | Джон Роджерс                                           |
| 9884 Пршибрам (Pribram)            | 1994 TN3             | 12 жовтня 1994    | Обсерваторія Клеть                | Мілош Тіхі, Зденек Моравец                             |
| 9885 Лінукс (Linux)                | 1994 TM14            | 12 жовтня 1994    | Обсерваторія Кітт-Пік             | Spacewatch                                             |
| 9886 Аоягі (Aoyagi)                | 1994 VM7             | 8 листопада 1994  | Обсерваторія Кійосато             | Сатору Отомо                                           |
| (9887) 1995 AH                     | 1995 AH              | 2 січня 1995      | Обсерваторія Оїдзумі              | Такао Кобаяші                                          |
| (9888) 1995 CD                     | 1995 CD              | 1 лютого 1995     | Обсерваторія Оїдзумі              | Такао Кобаяші                                          |
| (9889) 1995 FG1                    | 1995 FG1             | 28 березня 1995   | Обсерваторія Кушіро               | Сейджі Уеда, Хіроші Канеда                             |
| (9890) 1995 SY2                    | 1995 SY2             | 20 вересня 1995   | Обсерваторія Кушіро               | Сейджі Уеда, Хіроші Канеда                             |
| 9891 Стівенсміт (Stephensmith)     | 1995 XN1             | 15 грудня 1995    | Обсерваторія Оїдзумі              | Такао Кобаяші                                          |
| (9892) 1995 YN3                    | 1995 YN3             | 27 грудня 1995    | Обсерваторія Оїдзумі              | Такао Кобаяші                                          |
| (9893) 1996 AA1                    | 1996 AA1             | 12 січня 1996     | Обсерваторія Оїдзумі              | Такао Кобаяші                                          |
| (9894) 1996 BS1                    | 1996 BS1             | 23 січня 1996     | Обсерваторія Оїдзумі              | Такао Кобаяші                                          |
| (9895) 1996 BR3                    | 1996 BR3             | 27 січня 1996     | Обсерваторія Оїдзумі              | Такао Кобаяші                                          |
| (9896) 1996 BL17                   | 1996 BL17            | 22 січня 1996     | Сокорро (Нью-Мексико)             | Експериментальна станція лабораторії Лінкольна         |
| 9897 Малерба (Malerba)             | 1996 CX7             | 14 лютого 1996    | Обсерваторія Азіаґо               | Маура Томбеллі, Уліссе Мунарі                          |
| (9898) 1996 DF                     | 1996 DF              | 18 лютого 1996    | Обсерваторія Оїдзумі              | Такао Кобаяші                                          |
| (9899) 1996 EH                     | 1996 EH              | 12 березня 1996   | Обсерваторія Сайдинг-Спрінг       | Роберт Макнот                                          |
| 9900 Луллій (Llull)                | 1997 LL6             | 13 червня 1997    | Обсерваторія Мальорки             | Маноло Бласко                                          |

| Астероїди 1—10000 → |           |           |           |           |           |           |           |           |            |
| 1—100               | 1001—1100 | 2001—2100 | 3001—3100 | 4001—4100 | 5001—5100 | 6001—6100 | 7001—7100 | 8001—8100 | 9001—9100  |
| 101—200             | 1101—1200 | 2101—2200 | 3101—3200 | 4101—4200 | 5101—5200 | 6101—6200 | 7101—7200 | 8101—8200 | 9101—9200  |
| 201—300             | 1201—1300 | 2201—2300 | 3201—3300 | 4201—4300 | 5201—5300 | 6201—6300 | 7201—7300 | 8201—8300 | 9201—9300  |
| 301—400             | 1301—1400 | 2301—2400 | 3301—3400 | 4301—4400 | 5301—5400 | 6301—6400 | 7301—7400 | 8301—8400 | 9301—9400  |
| 401—500             | 1401—1500 | 2401—2500 | 3401—3500 | 4401—4500 | 5401—5500 | 6401—6500 | 7401—7500 | 8401—8500 | 9401—9500  |
| 501—600             | 1501—1600 | 2501—2600 | 3501—3600 | 4501—4600 | 5501—5600 | 6501—6600 | 7501—7600 | 8501—8600 | 9501—9600  |
| 601—700             | 1601—1700 | 2601—2700 | 3601—3700 | 4601—4700 | 5601—5700 | 6601—6700 | 7601—7700 | 8601—8700 | 9601—9700  |
| 701—800             | 1701—1800 | 2701—2800 | 3701—3800 | 4701—4800 | 5701—5800 | 6701—6800 | 7701—7800 | 8701—8800 | 9701—9800  |
| 801—900             | 1801—1900 | 2801—2900 | 3801—3900 | 4801—4900 | 5801—5900 | 6801—6900 | 7801—7900 | 8801—8900 | 9801—9900  |
| 901—1000            | 1901—2000 | 2901—3000 | 3901—4000 | 4901—5000 | 5901—6000 | 6901—7000 | 7901—8000 | 8901—9000 | 9901—10000 |